# 川口宗勝
川口 宗勝（かわぐち むねかつ）は、戦国時代から安土桃山時代にかけての武将、大名。江戸時代初期の旗本。徳川家康ははとこに当たる。

## 出自
宗勝の祖父・川口盛祐は一族の川口宗持の養子となり、大河内元綱の養女・於富の方（華陽院）を娶り宗勝の父・宗吉を儲けた。於富の方は水野忠政に嫁ぎ徳川家康の生母・於大の方を産み、また家康の祖父・松平清康にも嫁いでいる。

## 生涯
天文17年（1548年）、川口宗吉の子として誕生。
当初、宗勝は水野信元に仕え、永禄6年（1563年）には柴田勝家へ、翌永禄7年（1564年）には織田信長の直臣となり弓大将となる。また、永禄9年（1566年）に木下藤吉郎（のちの豊臣秀吉）が墨俣に一夜城を築いた時の野武士の中に宗勝の名が見える。本能寺の変後には織田信雄、豊臣秀吉に仕え、伊勢国尾張国内で18000石を領した。
慶長5年（1600年）の関ヶ原の戦いにおいて、安濃津城攻めなどに参加するが西軍が敗れると高野山に蟄居し、所領を没収され身柄を伊達政宗に預けられる。慶長11年（1606年）、徳川秀忠に許されて青菅2500石を賜り旗本となった。
慶長17年（1612年）、青菅にて死去。以後、元禄11年（1698年）までの92年間、宗信（孫作）、宗次（久助）、宗恒（源左衛門、摂津守、長崎奉行のちに江戸町奉行）と4代に同地を知行した。